# なにわ橋駅
なにわ橋駅（なにわばしえき）は、大阪市北区中之島一丁目にある、京阪電気鉄道中之島線の駅。駅番号はKH51。

## 歴史
- 2006年（平成18年）11月23日：正式駅名発表
- 2008年（平成20年）10月19日：開業
- 2009年（平成21年）
  - 7月1日：地下駐輪場が竣工[2]。
  - 10月1日：グッドデザイン賞と「メセナアワード2009 文化庁長官賞」を受賞。

## 駅構造
島式ホーム1面2線を有する地下駅。改札口・コンコースは地下2階に、ホームは地下4階にある。地下1階コンコース（西側）の一部に、イベントなどが行われる「アートエリアB1（ビーワン）」がある。
駅出入口は、中之島公園内に位置するため、中之島線の他の新駅とは違った構造となっており、建築家の安藤忠雄が設計している。改札口付近は高い天井が特徴である。また、壁面は不燃性木材とガラスで構成され、これは中之島線の各駅に共通する。
ホームの壁面は駅の上に建つ重要文化財・大阪市中央公会堂をイメージしたレンガ調となっており、中之島の「過去」を表現している。
また空調用の熱源として土佐堀川の水をくみ上げ熱交換して川に戻す方法がとられ、太陽光を光ファイバーや光ダクトでコンコースへ導くなど省エネを図っている。

### のりば
| 番線 | 路線      | 方向 | 行先                           |
| ---- | --------- | ---- | ------------------------------ |
| 1    | ■中之島線 | 上り | 京橋・枚方市・三条・出町柳方面 |
| 2    | ■中之島線 | 下り | 中之島方面                     |

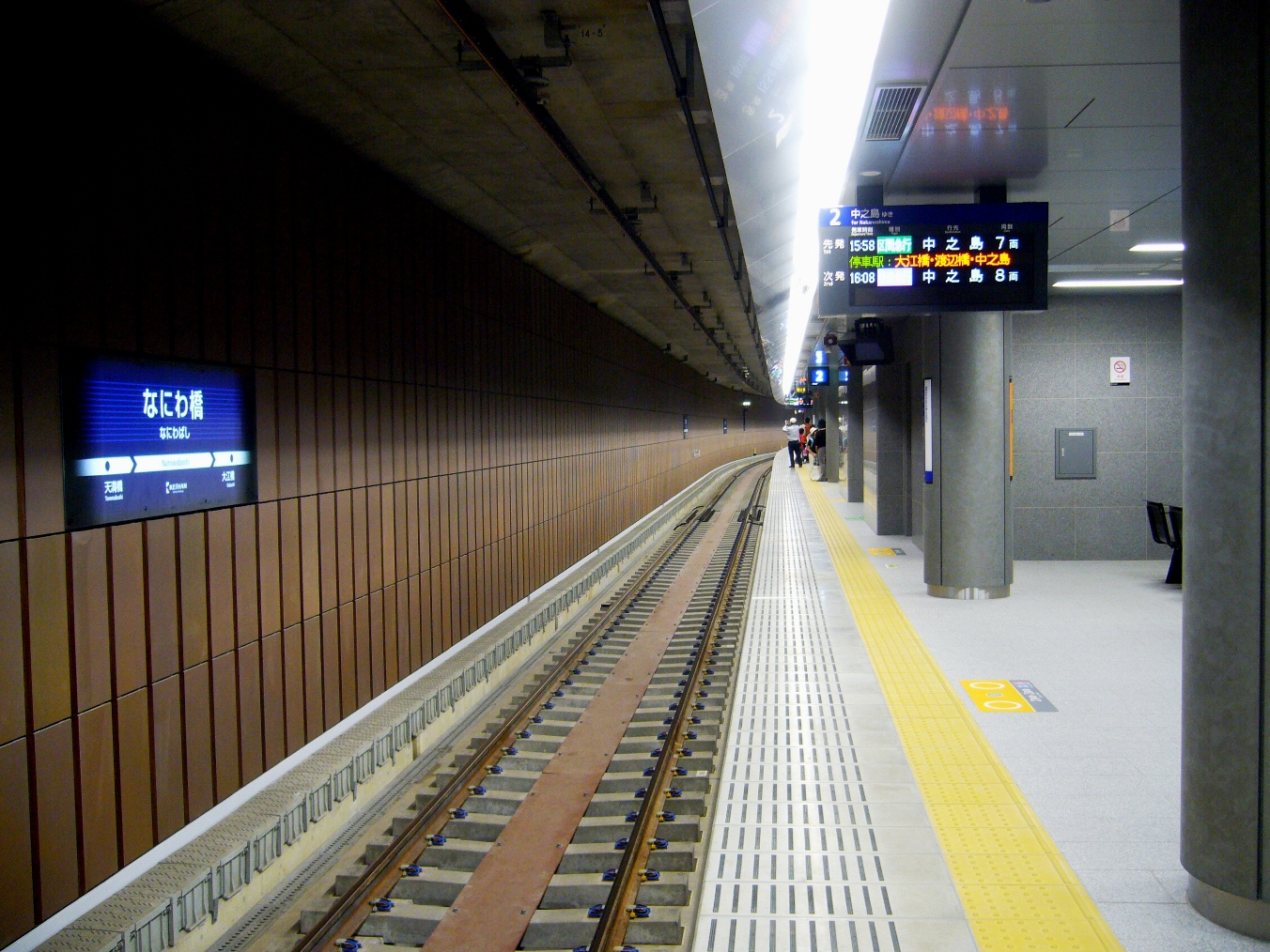
中之島駅方面行きの2番線ホーム
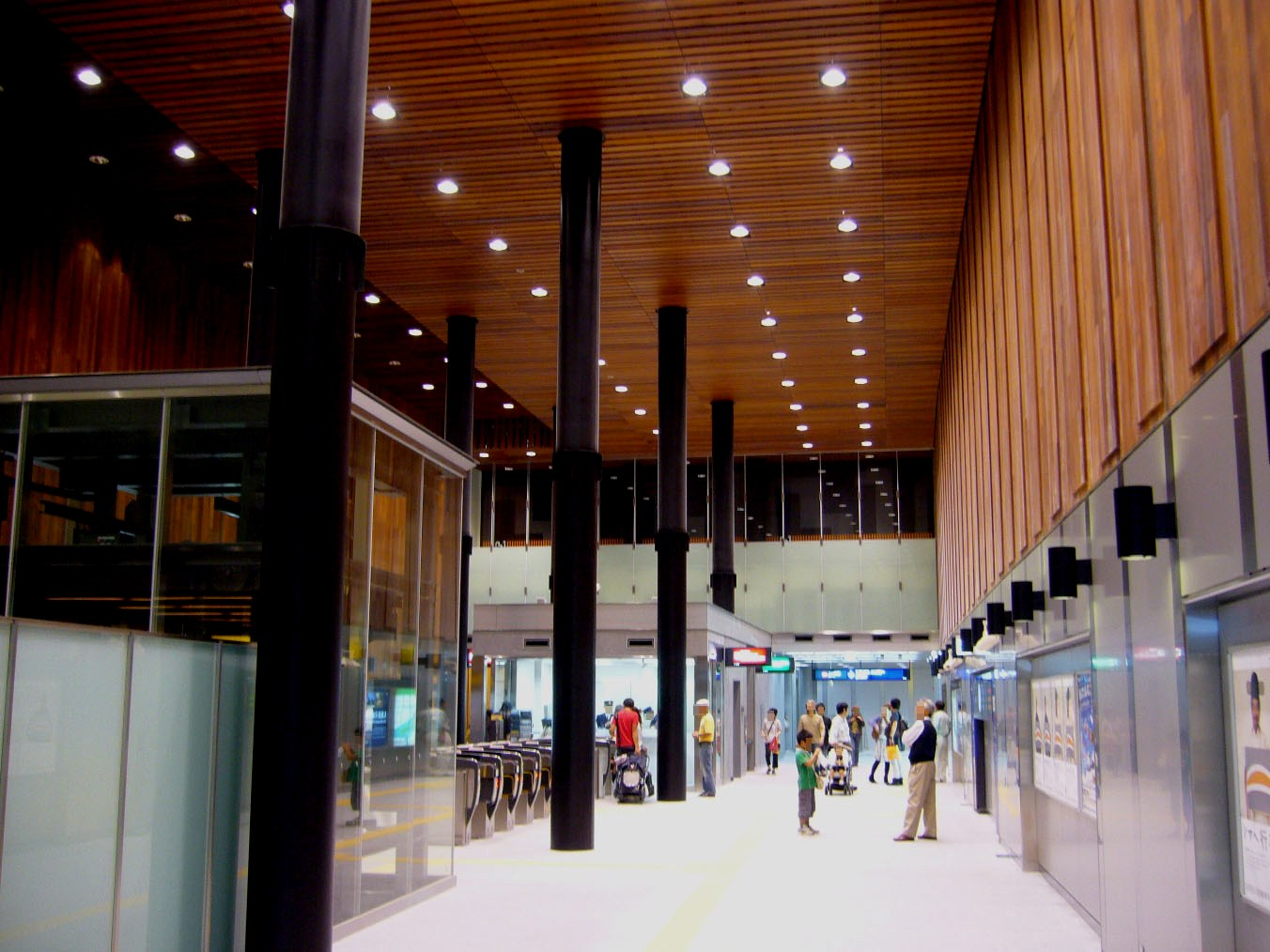
改札口付近の様子
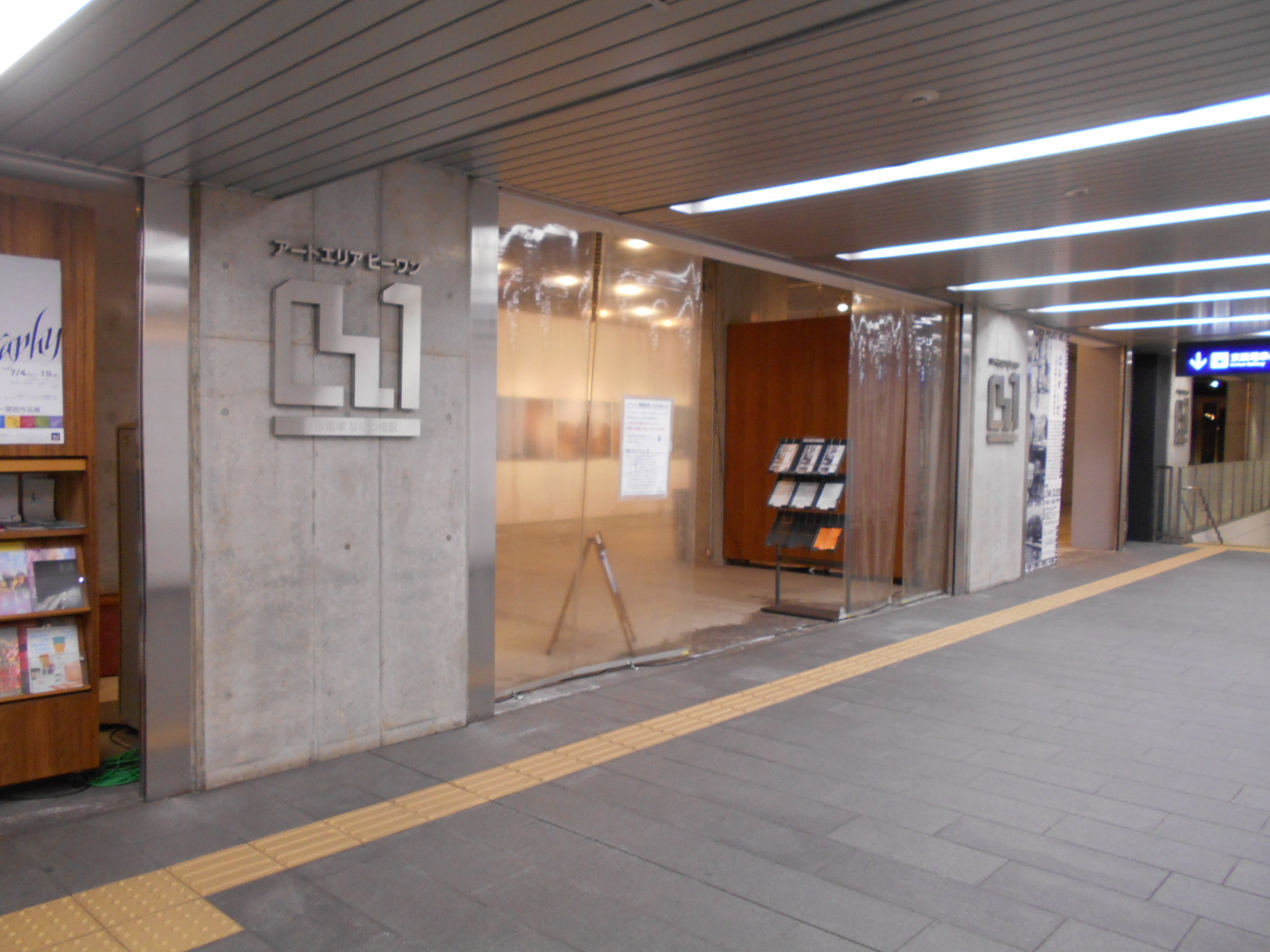
地下1階にあるアートエリアB1

## 利用状況
2023年（令和5年）度のある特定日における1日乗降人員は2,299人（乗車人員：990人、降車人員：1,309人）である。
駅開業後の特定日における乗降・乗車人員は下表の通り。
| 年度   | 特定日   | 特定日   | 特定日   | 1日平均 乗車人員 | 出典   |
| 年度   | 調査日   | 乗降人員 | 乗車人員 | 1日平均 乗車人員 | 出典   |
| ------ | -------- | -------- | -------- | ---------------- | ------ |
| 2008年 | 11月11日 | 3,052    | 1,409    | 1,435            | [ 7 ]  |
| 2009年 | 11月10日 | 2,884    | 1,266    | 1,417            | [ 8 ]  |
| 2010年 | 11月09日 | 3,115    | 1,373    | 1,296            | [ 9 ]  |
| 2011年 | 11月01日 | 3,067    | 1,345    | 1,391            | [ 10 ] |
| 2012年 | 10月31日 | 3,485    | 1,528    | 1,374            | [ 11 ] |
| 2013年 | 11月12日 | 2,571    | 1,080    | 1,580            | [ 12 ] |
| 2014年 | 11月11日 | 2,807    | 1,203    | 1,136            | [ 13 ] |
| 2015年 | 11月10日 | 2,539    | 1,071    | 1,255            | [ 14 ] |
| 2016年 | 11月08日 | 2,755    | 1,212    | 1,129            | [ 15 ] |
| 2017年 | 11月07日 | 2,832    | 1,222    | 1,330            | [ 16 ] |
| 2018年 | 11月06日 | 2,780    | 1,214    | 1,276            | [ 17 ] |
| 2019年 | 11月12日 | 2,885    | 1,237    |                  | [ 18 ] |
| 2020年 |          | 2,457    | 1,062    |                  | [ 19 ] |
| 2021年 |          | 2,169    | 920      |                  | [ 20 ] |
| 2022年 |          | 2,339    | 1,011    |                  | [ 21 ] |
| 2023年 |          | 2,299    | 990      |                  | [ 22 ] |

## 駅周辺
- 難波橋
- 鉾流橋
- 栴檀木橋
- Osaka Metro堺筋線・京阪本線 北浜駅 - 難波橋南詰に所在する駅。北浜駅26番出口と当駅4番出口は100メートル程度しか離れていない。
- 中之島公園
- 大阪府立中之島図書館[23]
- 大阪市中央公会堂[23]
- 大阪市立東洋陶磁美術館[23]
- 天満天神繁昌亭[23]
- 大阪高等裁判所・大阪地方裁判所・大阪簡易裁判所合同庁舎
- 大阪弁護士会[24]
- 天満警察署
- こども本の森 中之島
- 阪神高速道路1号環状線 北浜出口
- 浄信寺

## その他
- 建設当初の仮称は「新北浜」駅だったが、2006年11月13日に正式駅名が発表された。駅名の由来は駅近くに架かる難波橋より。難波（なにわ）を平仮名書きにしたのは、大阪の繁華街である難波（なんば）と混同を避けるためである[25]。
- 当駅と北浜駅は同じ距離として、運賃が計算される。また、当駅または北浜駅を跨ぐ定期券を利用する場合、同一駅とみなして相互に乗降することが可能である[26]。
- 行楽シーズンや京都競馬場重賞レース開催時などに運転される臨時列車以外、特急・急行は当駅に入線しない。また、近接する北浜駅には特急が入線するが、特段の案内は行われていない。※京阪中之島線#運行形態も参照。

## 隣の駅
京阪電気鉄道
中之島線（中之島 - 京橋間は種別を問わず各駅に停車）
■通勤快急（平日下りのみ運転）・■快速急行（平日のみ運転）・■通勤準急（平日下りのみ運転）・■準急（休日は下りのみ運転）・■区間急行・■普通
大江橋駅 (KH52) - なにわ橋駅 (KH51) - 天満橋駅 (KH03)
- 括弧内は駅番号を示す。